# Гаттерии
Гаттерии, или туатары (лат. Sphenodon), — род пресмыкающихся из семейства клинозубых, эндемики Новой Зеландии. Описаны три вида: Sphenodon punctatus (включающий подвид S. p. reischeki), S. guentheri и вымерший вид S. diversum. Разница между двумя современными видами относительно невелика, и, как результат, существует возможность, что род Sphenodon на самом деле к настоящему времени представлен только одним видом.
Размер генома гаттерии — приблизительно 4,3 Гб (у человека — около 3 Гб).

## Описание

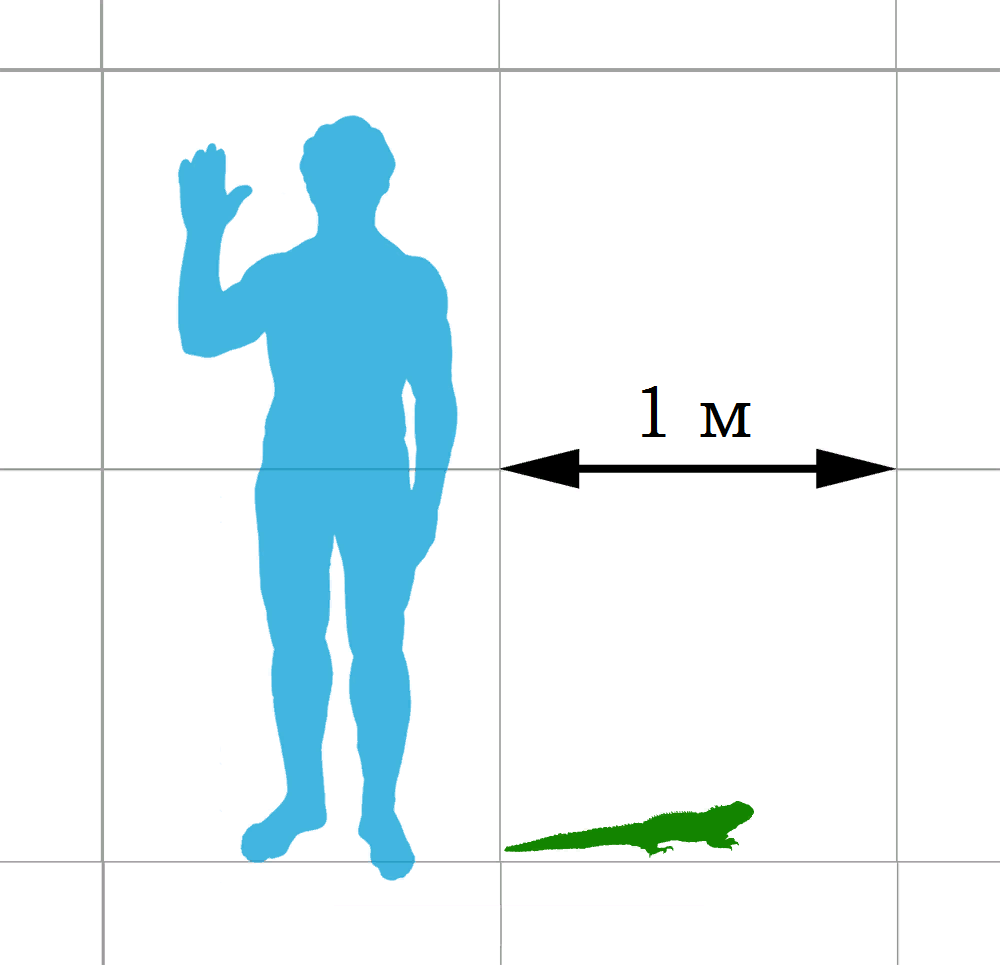
Сравнение размеров гаттерии (S. punctatus) и человека

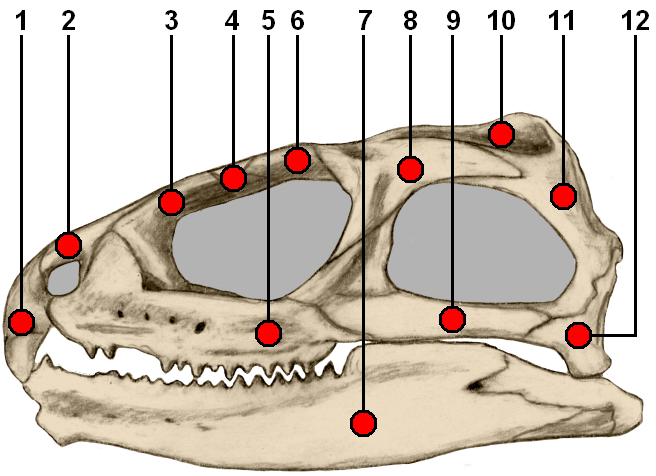
Череп гаттерии с подписанными костями: 1 — предчелюстная, 2 — носовая, 3 — предлобная, 4 — лобная, 5 — верхнечелюстная, 6 — заднелобная, 7 — зубная, 8 — заглазничная, 9 — скуловая, 10 — теменная, 11 — чешуйчатая, 12 — квадратная.

Внешне гаттерии напоминают крупных ящериц (длина порядка 0,5 м) с шипами вдоль спины. Эта внешняя черта дала им местное название «туатара» (на языке маори «горы на спине»). Цвет тела варьирует от оливково-зелёного до бурого и оранжево-красного.

### Скелет
Череп типичный диапсидный, с сохранившимися обеими височными дугами. Верхняя состоит из заглазничной и чешуйчатой костей, нижняя — из скуловой и квадратно-скуловой. Обе дуги среди рептилий сохраняются только у крокодилов, у чешуйчатых происходит их редукция (у ящериц редуцируется нижняя, а у змей обе).
Межчелюстная кость парная и несёт заострённый отросток. Зубы акродонтные, треугольные. С потерей не замещаются. На верхней челюсти представлены двумя рядами, так как присутствуют как на верхнечелюстной, так и на нёбной костях. Это считается признаком всех клювоголовых.
Позвонки амфицельные (тела позвонков вогнутые с обеих сторон), что не характерно для других амниот. Имеет 8 шейных, 5 грудных, 14 спинных, 3 поясничных, 2 крестцовых и 36 хвостовых позвонка. Грудные позвонки (а также первые два спинных) несут на себе рёбра. Имеются гастралии.
Гаттерии способны к отбрасыванию хвоста с последующей его регенерацией. При этом хвост считается менее специализированным к автотомии, чем у ящериц, и отбрасывается сложнее.

### Органы чувств
Зрачки глаз вертикальные, крупные, что связано с ночной активностью. Имеют склеротикальное кольцо из 17 костных пластинок. В сетчатке присутствуют только колбочки.
Барабанные перепонки и слуховое отверстие отсутствуют. Полость среднего уха заполнена жировой тканью. При этом стремечко остаётся.
На верхней стороне головы чётко выражен «третий глаз», покрытый непрозрачными чешуями. У взрослых особей он незаметен, в то время как у только вышедших из яйца он похож на непокрытый чешуёй участок кожи.

### Внутренние органы
Правое и левое лёгкие примерно одинакового размера, довольно крупные, мешковидные с маленьким количеством крупных ячеек. Бронхи очень короткие.
Обладает примитивной лимфатической системой без лимфоузлов (даже рудиментарных) или фабрициевой сумки. Единственным обнаруженным органом лимфатической системы является селезёнка. Фагоцитарная активность наблюдалась только в печени.

## Образ жизни
Гаттерии — ночные животные. Несмотря на это, они не реагируют на пищу в условиях полной темноты. Для них характерен один из самых медленных среди рептилий темпов роста и воспроизводства, но они часто достигают возраста 100 и более лет. Самцы достигают половой зрелости в возрасте около 20 лет, но растут до 70-летнего возраста. Самки гаттерий откладывают 6—10 яиц через 8—9 месяцев после совокупления, из которых ещё через 11—16 месяцев вылупляются детёныши.
В отличие от остальных пресмыкающихся, у гаттерий отсутствует пенис. Исследования показали, что у эмбрионов гаттерий мужского пола пенис начинает развиваться, но реабсорбируется до вылупления из яйца; это рассматривается как доказательство того, что пенис развился у амниот на очень раннем этапе, но оставляет открытым вопрос об особенностях размножения гаттерий.

## Ареал
Гаттерии — эндемики Новой Зеландии. К концу 1980-х годов было известно о существовании 30 отдельных островов, на которых имелись популяции гаттерий. Эти острова расположены вдоль северо-восточного побережья Северного острова и в проливе Кука между Северным и Южным островами.

## Систематика и классификация
Род Sphenodon, описанный Джоном Греем по черепу в 1831 году, первоначально был причислен к ящерицам. Впоследствии Греем на основании экземпляров, привезённых Эрнстом Диффенбахом из Новой Зеландии, был описан «новый» вид Hatteria punctata Gray, 1842 как представитель агамовых ящериц.
В 1867 году герпетолог Альберт Гюнтер синонимизировал рода Hatteria и Sphenodon и предложил для гаттерий и их ископаемых сородичей новый отряд — Клювоголовые, однако вскоре рамки этого нового таксона начали понимать слишком широко, и к нему были отнесены разнообразные животные, чья систематика была проблематичной. В результате в 1925 году Сэмюэлом Уиллистоном было выделено отдельное семейство Клинозубые, куда входили только гаттерия и её ближайшие родичи.
Гаттерии считаются последними представителями древней группы, сосуществовавшей с первыми динозаврами; прочие её представители вымерли 60 млн лет назад. В 2017 году появилась публикация, показывающая, что внешний облик гаттерий почти не изменился со времён мезозоя, несмотря на то, что между триасовым и юрским периодами они пережили критическую смену экологических ниш. В то же время крайне медленный темп морфологических изменений сочетается у гаттерий с одним из самых высоких в животном мире темпов молекулярной эволюции.
В отношении внутренней классификации рода не сложилось окончательного консенсуса. В конце 1980-х годов появились публикации, на основании генетических различий восстанавливавшие валидность выделенного ещё в 1877 году Уолтером Буллером вида Sphenodon guntheri, с 1930-х годов рассматривавшегося как подвид S. punctatus. Ареал этого вида, как было предположено, ограничивается островами в западной части пролива Кука, а его популяция ограничена 400 особями. Позже, однако, существенность описанных генетических отличий была поставлена под сомнение и было снова предложено считать S. guntheri синонимом S. punctatus. Кроме того, в 1880-е годы описан ископаемый вид Sphenodon diversum, описанный по костям с восточного побережья Северного острова.
Помимо возможности, что Sphenodon guntheri является подвидом S. punctatus, в последнем виде выделяют также подвид Sphenodon punctatus reischeki Wettstein, 1943, типовой экземпляр которого добыт на острове Хаутуру (Литл-Барриер). Подвид с острова Литл-Барриер в настоящее время считается вымершим; возможно, что существует ещё один подвид, к 2010 году не имевший собственного названия.

## Паразиты
Является единственным хозяином для трёх паразитических видов:
- Amblyomma sphenodonti Dumbleton, 1943 — иксодовый клещ[24]
- Hepatozoon tuatarae (Laird, 1950) — простейшее из типа апикомплекс, переносчиком которого является A. sphenodonti[25][26].
- Neotrombicula sphenodonti Goff, Loomis & Ainsworth, 1987 — клещ из семейства Trombiculidae[27].